# Prenet (Šumava)
Prenet je nejsevernější horou Pancířského hřbetu a jeho vrchol se nachází v nadmořské výšce 1071 m. Nachází se v severní části Šumavy asi 8 km jihozápadně od Nýrska. Pod vrcholem se rozprostírá stejnojmenná osada.

## Přístup
Přes celý Pancířský hřbet vede červeně značená cesta a také cyklotrasa číslo 2100. Cesta obchází vrchol po severovýchodním svahu a v nejbližším místě je asi 110 m od vrcholu.